# ساوت ایکر
ساوت ایکر (به انگلیسی: South Acre) یک روستا و محله مدنی در بریتانیا است که در Breckland District واقع شده‌است. ساوت ایکر ۷٫۹۱ کیلومتر مربع مساحت و ۱۱۵ نفر جمعیت دارد.